# Glossanodon
Glossanodon è un genere di pesci ossei marini appartenenti alla famiglia Argentinidae.

## Distribuzione e habitat
Questi pesci sono diffusi in tutti i mari e gli oceani tranne quelli polari. Nel mar Mediterraneo vive la specie G. leioglossus.
La biologia di questi pesci è poco nota. Vivono in genere a qualche centinaio di metri di profondità, lungo i bordi della piattaforma continentale e nell'alta scarpata continentale.

## Specie
- Glossanodon australis
- Glossanodon danieli
- Glossanodon elongatus
- Glossanodon kotakamaru
- Glossanodon leioglossus
- Glossanodon lineatus
- Glossanodon melanomanus
- Glossanodon mildredae
- Glossanodon nazca
- Glossanodon polli
- Glossanodon pseudolineatus
- Glossanodon pygmaeus
- Glossanodon semifasciatus
- Glossanodon struhsakeri